# Nadine Joachim

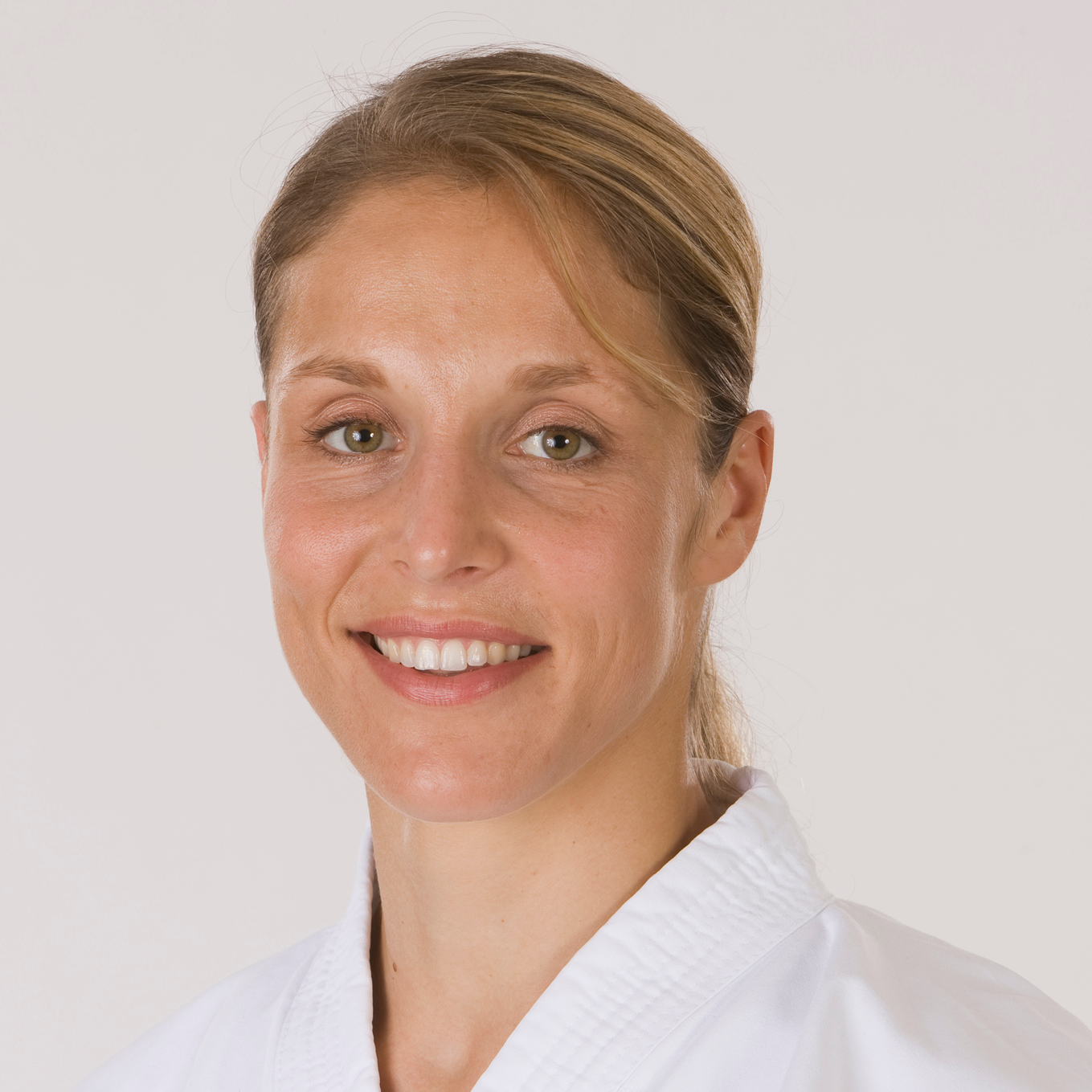
Nadine Joachim (2009)

Nadine Joachim, geb. Ziemer (* 18. September 1975 in Mindelheim) ist eine deutsche Karateka (5. Dan) und ehemalige DKV-Trainerin. Sie war Karate-Europameisterin sowie Vize-Weltmeisterin und hat ihre Ausbildung zur Diplomtrainerin an der Deutschen Sporthochschule Köln mit Auszeichnung beendet. Am 7. Dezember 2006 erhielt sie vom deutschen Innenminister Wolfgang Schäuble das Silberne Lorbeerblatt.

## Laufbahn
Nadine Joachim betreibt seit 1992 Karate. Von 1995 bis 2007 war sie Mitglied des deutschen Nationalkaders. Sie ist Mitglied und Trainerin der Karateschule Karate-Team Bodensee, wo sie gemeinsam mit Toni Dietl ein kindgerechtes Konzept zur Vermittlung von Karate an Kinder mithilfe von Musik entwickelt hat. Gleichzeitig gibt sie bundesweit Trainerlehrgänge. Sie hat 2005 ein neues Kinder-Karate-Konzept entwickelt (Samurai Kids). In Deutschland trainieren bislang über 30.000 Kinder nach diesem System (Stand Januar 2020).

## Nationale Erfolge
Insgesamt 20-mal wurde sie Deutsche Meisterin.
13-mal im Einzel  und 7-mal in der Mannschaft davon:
- 3-mal Bundesliga
- 2-mal Team Aktive
- 2-mal Team Junioren

## Internationale Erfolge

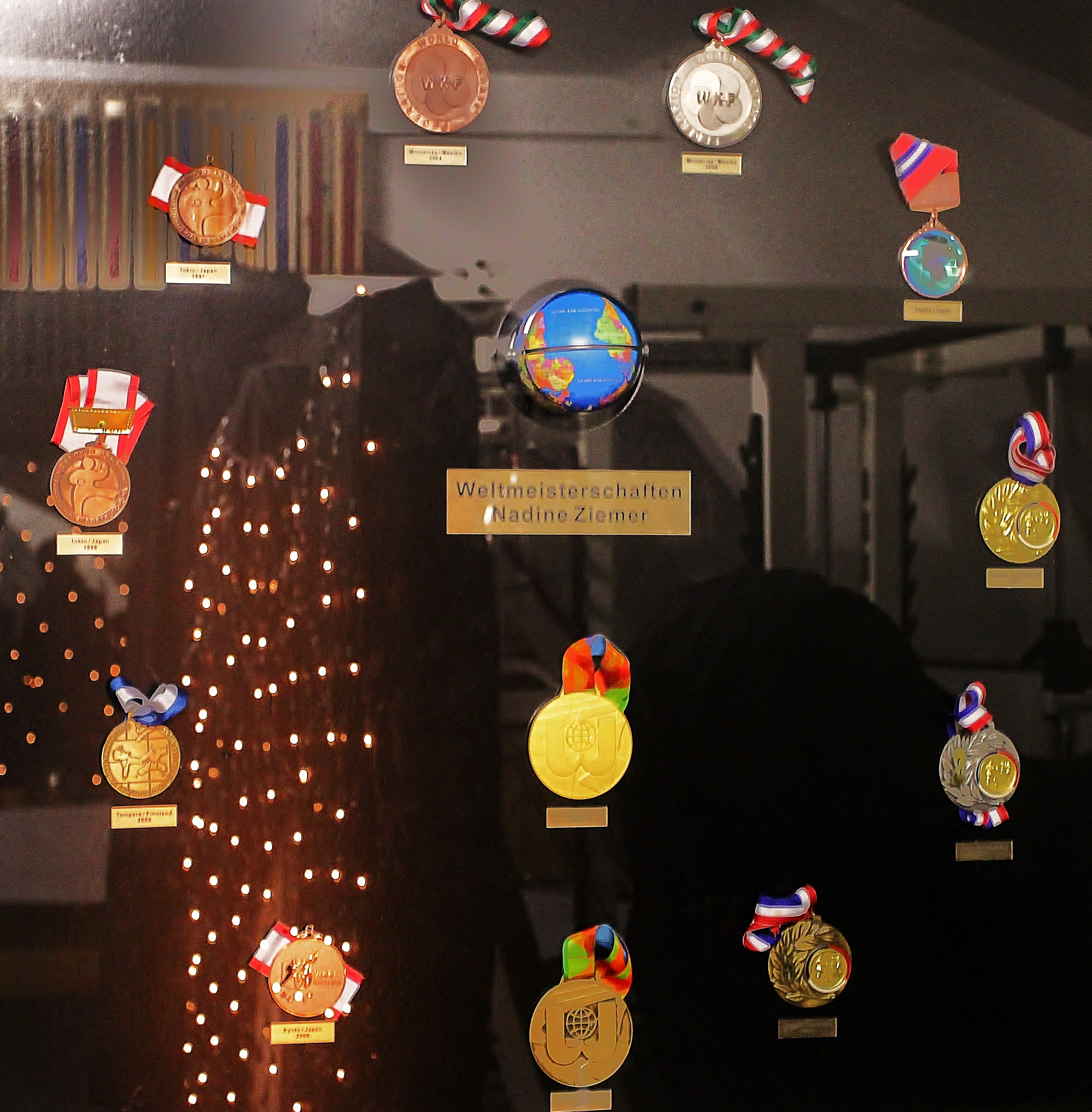
Medaillen der Nadine Joachim

- World Games 2005 in Duisburg / Deutschland  1. Platz + 60 kg und 3. Platz Open
- Weltmeisterschaften 2004 in Monterrey / Mexiko 2. Platz Open und 3. Platz mit Team Deutschland
- Europameisterschaften:

Kumite Damen
- 3. Platz 1997 in Teneriffa / Spanien
- 1. Platz 1999 in Chalkida / Griechenland
- 1. Platz 2001 in Sofia / Bulgarien
- 2. Platz 2003 in Bremen / Deutschland
- 3. Platz 2006 in Stavanger / Norwegen
- 3. Platz 2004 in Moskau / Russland

Kumite Damen TEAM
- 3. Platz 1997 in Teneriffa / Spanien
- 3. Platz 1999 in Chalkida / Griechenland
- 1. Platz 2003 in Bremen / Deutschland
- 3. Platz 2004 in Moskau / Russland
- 2. Platz 2005 in Teneriffa / Spanien
- 1. Platz 2006 in Stavanger / Norwegen

## Golden League
- 2. Platz 2004
- 1. Platz 2005  (Erste Plätze in Dutch Open, German Open und 2. Platz in den French Open)
- 1. Platz 2006  (Erste Plätze in Dutch Open, Italien Open und German Open)